# 常葉大学教育学部附属橘小学校
常葉大学教育学部附属橘小学校（とこはだいがくきょういくがくぶふぞく たちばなしょうがっこう）は、静岡県静岡市葵区瀬名1丁目にある私立小学校。

## 沿革
- 1978年 - 常葉学園橘小学校開校。
- 1980年 - 常葉学園大学教育学部附属橘小学校に改称。
- 2013年 - 常葉大学教育学部附属橘小学校に改称。

## 特色ある教育活動
特色ある教育活動としてオーケストラ学習を行ない、年1度発表会を行っている。

## 著名な出身者
- 森理世 - 2007年ミス・ユニバース世界大会優勝者

## アクセス
- しずてつバス龍爪山線（瀬名川経由）（61）瀬名新田行または（63）則沢行「東瀬名町」バス停下車徒歩5分
- しずてつバス草薙瀬名新田線瀬名新田行「東瀬名町」バス停下車徒歩5分
- しずてつバス北街道線（65）清水駅行「鳥坂営業所前」バス停下車徒歩2分
- しずてつバス北街道線（217）静岡駅行「鳥坂営業所前」バス停下車徒歩3分

## 系列校
- 常葉大学
- 常葉大学附属常葉中学校・高等学校
- 常葉大学附属橘中学校・高等学校
- 常葉大学附属菊川中学校・高等学校